# Championnat du Salvador de football 1996-1997
Navigation
Saison précédente Saison suivante
La Primera División 1996-1997 est la quarante-sixième édition de la première division salvadorienne.
Lors de ce tournoi, le Club Deportivo FAS a tenté de conserver son titre de champion du Salvador face aux neuf meilleurs clubs salvadoriens.
Chacun des dix clubs participant était confronté quatre fois aux neuf autres équipes. Puis les six meilleurs se sont affrontés lors d'une phase finale à la fin de la saison.
Seulement deux places étaient qualificatives pour la Coupe des clubs champions de la CONCACAF et une place pour la Coupe des vainqueurs de coupe de la CONCACAF.

## Les 10 clubs participants
| \| CD Águila CD Dragon CD Águila CD Dragon Club Deportivo FAS CD Municipal Limeño CD Luis Ángel Firpo Alianza FC Atlético Marte Once Lobos CD El Roble AD El Transito \| Localisation des clubs engagés dans le championnat. |
| CD Águila CD Dragon CD Águila CD Dragon Club Deportivo FAS CD Municipal Limeño CD Luis Ángel Firpo Alianza FC Atlético Marte Once Lobos CD El Roble AD El Transito                                                           |

| Club                | Stade                        | Capacité | Ville              |
| CD Águila           | Stade Juan Francisco Barraza | 10 000   | San Miguel         |
| Alianza FC          | Stade Cuscatlán              | 45 925   | San Salvador       |
| CD Dragon           | Stade Juan Francisco Barraza | 10 000   | San Miguel         |
| Club Deportivo FAS  | Stade Oscar Quiteño          | 15 000   | Santa Ana          |
| CD Municipal Limeño | Stade Jose Ramon Flores      | 5 000    | Santa Rosa de Lima |
| CD Luis Ángel Firpo | Stade Sergio Torres          | 5 000    | Usulután           |
| CD Arabe Marte      | Stade Cuscatlán              | 45 925   | San Salvador       |
| Once Lobos          | Stade Cesar Hernández        | 15 000   | Chalchuapa         |
| CD El Roble         | Stade Mauricio Vides         | 4 000    | Ilobasco           |
| AD El Transito      | Stade Hanz Usko              | 3 000    | La Libertad        |

## Compétition
La compétition se déroule en deux phases :
- La phase de qualification : les trente-six journées de championnat.
- La phase finale : les matchs à élimination directe allant des quarts de finale à la finale.

### Phase de qualification
Lors de la phase de qualification les dix équipes affrontent à quatre reprises les neuf autres équipes selon un calendrier tiré aléatoirement.
Les six meilleures équipes sont qualifiées pour les quarts de finale.
Le classement est établi sur le barème de points classique (victoire à 3 points, match nul à 1, défaite à 0).
Le départage final se fait selon les critères suivants :
- Le nombre de points.
- Le nombre de points particulier.
- La différence de buts particulière.
- La différence de buts générale.
- Le nombre de buts marqués.

#### Classement initial
| Rang | Équipe                 | Pts | J  | G  | N  | P  | Bp | Bc  | Diff |
| ---- | ---------------------- | --- | -- | -- | -- | -- | -- | --- | ---- |
| 1    | CD Águila              | 67  | 36 | 18 | 13 | 5  | 67 | 33  | +34  |
| 2    | Alianza FC             | 64  | 36 | 18 | 10 | 8  | 61 | 40  | +21  |
| 3    | Club Deportivo FAS (T) | 60  | 36 | 16 | 12 | 8  | 66 | 45  | +21  |
| 4    | CD Luis Ángel Firpo    | 53  | 36 | 14 | 11 | 11 | 54 | 52  | +2   |
| 5    | CD Arabe Marte         | 52  | 36 | 14 | 10 | 12 | 64 | 65  | -1   |
| 6    | AD El Transito         | 48  | 36 | 13 | 9  | 14 | 54 | 63  | -9   |
| 7    | CD Dragon              | 45  | 36 | 11 | 12 | 13 | 49 | 52  | -3   |
| 8    | CD El Roble            | 45  | 36 | 11 | 12 | 13 | 57 | 61  | -4   |
| 9    | CD Municipal Limeño    | 41  | 36 | 10 | 11 | 15 | 49 | 55  | -6   |
| 10   | Once Lobos (P)         | 11  | 36 | 1  | 8  | 27 | 46 | 101 | -55  |

| Légende : Qualifications et relégations | Légende : Qualifications et relégations                                                                |
| --------------------------------------- | --- |
|                                         | Coupe des vainqueurs de coupe de la CONCACAF 1998 (Phase de Groupe) Qualifié pour les quarts de finale |
|                                         | Qualifié pour les quarts de finale                                                                     |
|                                         | Qualifié pour le barrage de promotion/relégation en Segunda División                                   |
|                                         | Relégué en Segunda División                                                                            |
|                                         | (T) : Tenant du titre (P) : Promu de la saison 1995-1996                                               |

#### Matchs
| Résultats (▼dom., ►ext.)                                   | Tra | Agu | Ali | Dra | Rob | FAS | Lui | Mar | Lim | Lob |
| AD El Transito                                             |     | 7-2 | 4-0 | 1-1 | 2-1 | 2-3 | 1-0 | 0-1 | 1-1 | 4-2 |
| CD Águila                                                  | 7-0 |     | 0-0 | 2-0 | 3-1 | 2-1 | 4-1 | 1-0 | 2-0 | 4-1 |
| Alianza FC                                                 | 1-2 | 1-1 |     | 4-0 | 2-0 | 2-1 | 3-1 | 2-2 | 2-3 | 3-0 |
| CD Dragon                                                  | 0-1 | 0-1 | 1-2 |     | 5-1 | 1-1 | 2-0 | 2-2 | 1-1 | 2-1 |
| CD El Roble                                                | 4-2 | 0-3 | 1-1 | 2-2 |     | 0-0 | 0-0 | 2-1 | 3-1 | 0-0 |
| Club Deportivo FAS                                         | 2-0 | 2-0 | 1-1 | 1-1 | 1-1 |     | 6-0 | 3-1 | 2-1 | 5-3 |
| CD Luis Ángel Firpo                                        | 2-2 | 0-1 | 1-0 | 1-0 | 3-0 | 1-1 |     | 1-1 | 1-1 | 5-4 |
| CD Atlético Marte                                          | 2-1 | 6-4 | 1-2 | 0-3 | 2-2 | 2-2 | 1-5 |     | 2-1 | 5-0 |
| CD Municipal Limeño                                        | 2-2 | 1-0 | 0-1 | 3-0 | 0-3 | 2-2 | 4-1 | 4-1 |     | 2-2 |
| Once Lobos                                                 | 0-2 | 1-1 | 1-2 | 2-3 | 1-1 | 1-2 | 1-1 | 1-2 | 2-2 |     |
| - Victoire à domicile - Match nul - Victoire à l'extérieur |     |     |     |     |     |     |     |     |     |     |

| Résultats (▼dom., ►ext.)                                   | Tra | Agu | Ali | Dra | Rob | FAS | Lui | Mar | Lim | Lob |
| AD El Transito                                             |     | 0-0 | 0-1 | 2-0 | 3-2 | 0-4 | 0-0 | 0-0 | 1-0 | 2-1 |
| CD Águila                                                  | 2-0 |     | 1-0 | 2-2 | 1-1 | 0-3 | 1-1 | 3-0 | 3-0 | 2-1 |
| Alianza FC                                                 | 3-0 | 1-1 |     | 3-4 | 3-2 | 0-1 | 0-1 | 2-0 | 2-0 | 4-2 |
| CD Dragon                                                  | 1-0 | 0-0 | 1-3 |     | 0-1 | 4-0 | 0-1 | 1-1 | 1-1 | 2-1 |
| CD El Roble                                                | 2-2 | 2-2 | 1-1 | 1-3 |     | 2-1 | 2-1 | 2-4 | 2-1 | 2-0 |
| Club Deportivo FAS                                         | 1-3 | 1-0 | 2-2 | 1-1 | 3-2 |     | 1-2 | 0-0 | 2-1 | 0-1 |
| CD Luis Ángel Firpo                                        | 3-1 | 1-1 | 0-0 | 6-2 | 3-1 | 1-1 |     | 1-2 | 3-1 | 3-1 |
| CD Atlético Marte                                          | 3-3 | 0-2 | 1-2 | 1-0 | 2-1 | 5-3 | 4-1 |     | 2-2 | 4-3 |
| CD Municipal Limeño                                        | 1-0 | 1-1 | 0-2 | 1-1 | 1-4 | 0-1 | 1-0 | 2-1 |     | 2-1 |
| Once Lobos                                                 | 3-8 | 2-2 | 3-3 | 1-2 | 1-5 | 0-5 | 1-2 | 1-2 | 0-5 |     |
| - Victoire à domicile - Match nul - Victoire à l'extérieur |     |     |     |     |     |     |     |     |     |     |

#### Barrage de promotion/relégation
| Club                | Aller | Retour | Club               | Commentaire |
| CD Municipal Limeño | 0-0   | 5-0    | Real Independiente |             |

### La phase finale
Les six équipes qualifiées sont réparties dans le tableau final d'après leur classement général.
En cas d'égalité sur la somme des deux matchs, une prolongation et une séance de tirs au but ont éventuellement lieu.

#### Quarts de finale
| Club               | Aller | Retour | Club                | Commentaire       |
| CD Águila          | 1-1   | 1-1    | AD El Transito      | Tirs au but : 2-4 |
| Club Deportivo FAS | 3-2   | 2-5    | CD Luis Ángel Firpo |                   |
| CD Arabe Marte     | 1-0   | 1-2    | Alianza FC          |                   |

#### Tableau final
|  |                     |            |                     |            |            |     |   |        |        |        |        |        |
|  | 1/2 finale          | 1/2 finale | 1/2 finale          | 1/2 finale | 1/2 finale |     |   | Finale | Finale | Finale | Finale | Finale |
|  |                     |            |                     |            |            |     |   |        |        |        |        |        |
|  |                     |            |                     |            |            |     |   |        |        |        |        |        |
|  | CD Águila           | (1)        | 0                   | 0          |            |     |   |        |        |        |        |        |
|  | CD Águila           | (1)        | 0                   | 0          |            |     |   |        |        |        |        |        |
|  | Alianza FC          | (2)        | 2                   | 0          |            |     |   |        |        |        |        |        |
|  | Alianza FC          | (2)        | 2                   | 0          | Alianza FC | (2) | 0 | 3      |        |        |        |        |
|  |                     |            |                     |            |            | (2) | 0 | 3      |        |        |        |        |
|  |                     |            | CD Luis Ángel Firpo | (5)        | 0          | 2   |   |        |        |        |        |        |
|  | CD Arabe Marte      | (4)        | CD Luis Ángel Firpo | (5)        | 0          | 2   | 0 | 2      |        |        |        |        |
|  | CD Arabe Marte      | (4)        |                     |            |            |     | 0 | 2      |        |        |        |        |
|  | CD Luis Ángel Firpo | (5)        | 1                   | 2          |            |     |   |        |        |        |        |        |
|  | CD Luis Ángel Firpo | (5)        | 1                   | 2          |            |     |   |        |        |        |        |        |

#### Demi-finales
| Club           | Aller | Retour | Club                | Commentaire |
| CD Águila      | 0-2   | 0-0    | Alianza FC          |             |
| CD Arabe Marte | 0-1   | 2-2    | CD Luis Ángel Firpo |             |

#### Finale
| 20 juillet 1997 | CD Luis Ángel Firpo | 0:0   | Alianza FC | Stade Sergio Torres |
|                 |                     | (0:0) |            |                     |

| 27 juillet 1997 | Alianza FC                                                             | 3:2   | CD Luis Ángel Firpo                      | Stade Cuscatlán |  |
|                 | Milton Tigana Meléndez 33e (pen.) · Kin Canales 77e · Saul Salgado 88e | (1:1) | Israel Castro Franco 24e · Raul Toro 52e |                 |  |

## Bilan du tournoi
| Tableau d'Honneur          |            |
| Compétition                | Vainqueur  |
| Primera División 1996-1997 | Alianza FC |

| Qualifications continentales 1997-1998       |                                |
| Coupe des champions de la CONCACAF           | Qualifiés                      |
| Premier tour de qualification                | Alianza FC CD Luis Ángel Firpo |
| Coupe des vainqueurs de coupe de la CONCACAF | Qualifiés                      |
| Phase de Groupe                              | CD Águila                      |

| Promotions et relégations   |              |
| Relégué en Segunda División | Once Lobos   |
| Promu de Segunda División   | CD Sonsonate |